# Félix Gordón Ordás
Félix Gordón Ordás (Lleó, 11 de juny de 1885 - Mèxic D.F., 22 de gener de 1973) —qui també apareix denominat com Félix Gordón Ordax— va ser un veterinari i polític republicà espanyol. Durant la Guerra Civil espanyola va ser ambaixador a Mèxic i anys més tard va exercir la Presidència del Govern de la República espanyola en l'exili.

## Biografia
Nascut en León l'11 de juny de 1885, va estudiar Veterinària, carrera que va acabar en 1905 a la seva ciutat natal. Amb profunds coneixements de les tècniques veterinàries més innovadores de la seva època, els seus coneixements no van ser ben valorats per les autoritats en un país endarrerit científicament. Va ser el primer a proposar l'establiment de registres pecuaris arreu de tot l'estat per a un millor control del bestiar i de les malalties i epidèmies.
Va aconseguir que durant la Segona República es creés una Direcció general de Ramaderia. Fou escollit diputat a les eleccions generals espanyoles de 1931 i 1933 pel Partit Radical-Socialista. Va ser Ministre d'Indústria i Comerç a l'últim govern del bienni progressista, sota la presidència de Martínez Barrio (octubre - desembre de 1933). En 1934 era el líder de la facció més conservadora del partit, que va confluir amb altres en la creació d'Unió Republicana, partit pel qual va ser elegit diputat en les eleccions de febrer de 1936 per les llistes del Front Popular. En 1936 va ser nomenat ambaixador a Mèxic, on realitzaria importants gestions diplomàtiques durant la Guerra Civil espanyola davant el govern de Lázaro Cárdenas. Més tard exerciria la representació d'Espanya davant Panamà, Cuba i Guatemala.
Exiliat en Mèxic després del final de la guerra civil, va ser membre de la Junta Española de Liberación i va arribar a ser nomenat President del Govern de la República en l'exili des de 1951 a 1960. Durant el seu govern l'oposició en l'exili va entrar en una crisi interna quan la Dictadura franquista va entrar en l'ONU (i amb això, el reconeixement a nivell internacional), la qual cosa va suposar un dur cop a la causa republicana. Va morir a Mèxic el 22 de gener de 1973.

## Obres
- Obres científiques: Policía sanitaria de los animales domésticos, Mi evangelio profesional i La ganadería lanar en México.
- Obres polítiques : Al borde del desastre: economía y finanzas en España. 1939-1951 (1952), Mi política en España (1961-1963, en 3 volums) i Mi política fuera de España (1965-1972, en 4 volums).